# Edwin Hubble
Edwin Powell Hubble (n. 20 noiembrie 1889, Marshfield⁠(d), Missouri, SUA – d. 28 septembrie 1953, San Marino⁠(d), California, SUA) a fost un astronom și cosmolog american, fondatorul astronomiei extragalactice.
Hubble a schimbat profund înțelegerea felului în care trebuie să concepem Universul prin demonstrarea existenței altor galaxii, altele decât cea a noastră, Calea Lactee.
În anul 1923-1924 a reușit să calculeze depărtarea la care se afla nebuloasa Andromeda, pe baza stelelor variabile din zona marginală a galexiei noastre.
Hubble a descoperit, de asemenea, modul corect de aplicare al Efectului Doppler la expansiunea universului, numit specific în astronomie și cosmologie deplasarea spre roșu. Efectul observat de el în modificarea spectrul electromagnetic al galaxiilor stabilea o proporționalitate între variația spectrului electromagnetic al unei anumite galaxii și depărtarea acesteia de planeta noastră, Pământ. Această proporționalitate, care a devenit cunoscută ca legea lui Hubble, a definit și a măsurat expansiunea universului.
Hubble este adesea creditat incorect cu descoperirea efectului deplasării spre roșu, efectul Doppler, în cazul galaxiilor, dar acest fenomen fusese observat de alți astronomi în anii 1910, incluzând pe Vesto Slipher de la observatorul Lowell. Slipher raportase observarea efectului de deplasare spre albastru, dar și cel al deplasării spre roșu în spectrul galaxiilor spirală, indicând mișcarea brațelor acestora către și înspre Pământ, aceste deplasării fiind dovada indirectă a rotației acestor galaxii. În aceeași perioadă de timp, alte măsurători ale deplasărilor spre roșu și analize ale semnificației acestora au fost realizate de James Keeler la observatoarele astronomice Lick și Allegheny, respectiv de William Campbell, la același observatorul Lick.

### Deplasarea spre roșu crește odată cu distanța

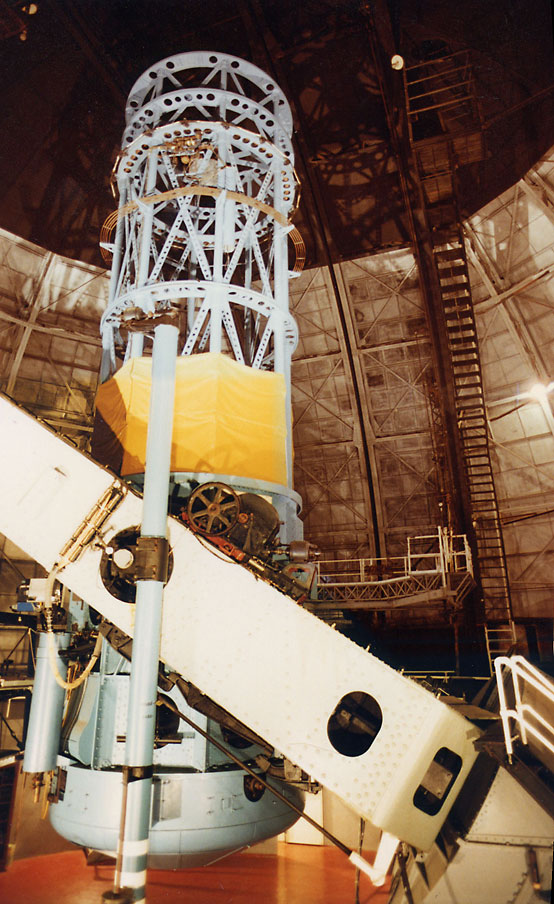
Telescopul Hooker de 2,54 m (sau de 100 de inches diametru) de la Mount Wilson Observatory, din comitatul Los Angeles, cu ajutorul căruia Hubble a măsurat distanțele dintre galaxii și apoi a măsurat rata de expansiune a Universului.

## Descoperiri

### Alte descoperiri
Hubble a descoperit și un asteroid, la 30 august 1935, care a fost ulterior numit 1373 Cincinnati. Hubble a scris de asemenea, O prezentare observațională a cosmologiei (în original, The Observational Approach to Cosmology), respectiv Tărâmul nebuloaselor (în original, The Realm of the Nebulae), în aproximativ aceeași perioadă de timp.

## Onoruri

### Premii
- Bruce Medal, acordată în 1938
- Gold Medal of the Royal Astronomical Society, acordată în 1940
- Legion of Merit, pentru contribuții remarcabile la cercetări de balistică, acordată în 1946

### Numite după Hubble
- Asteroidul 2069 Hubble
- Craterul Hubble de pe Lună
- Telescopul Spațial Orbital Hubble
- Edwin P. Hubble Planetarium, located in the Edward R. Murrow High School, Brooklyn, NY.
- Edwin Hubble Highway, the stretch of Interstate 44 passing through his birthplace of Marshfield, Missouri
- The Edwin P. Hubble Medal of Initiative is awarded annually by the city of Marshfield, Missouri - Hubble's birthplace
- Hubble Middle School in Wheaton, Illinois—renamed for Edwin Hubble when Wheaton Central High School was converted to a middle school in the fall of 1992.
- 2008 "American Scientists" US stamp series, $0.41